# Grande Prêmio da França de 1997
Resultados do Grande Prêmio da França de Fórmula 1 realizado em Magny-Cours em 29 de junho de 1997. Oitava etapa do campeonato, foi vencido pelo alemão Michael Schumacher, da Ferrari, com Heinz-Harald Frentzen em segundo pela Williams-Renault e Eddie Irvine em terceiro pela Ferrari.

## Resumo
- Estreia de Norberto Fontana. O argentino substituiu Gianni Morbidelli, afastado com uma fratura no braço.[3]
- Estreia de Jarno Trulli na Prost, no lugar de Olivier Panis. Damon Hill também foi sondado para a vaga, mas a equipe francesa não teve condição de pagar a multa rescisória do britânico.
- Para o lugar de Trulli, a Minardi escalou o brasileiro Tarso Marques, que havia disputado os GPs de Brasil e Argentina em 1996.

## Classificação da prova

### Treino oficial
| Pos.                      | Nº | Piloto                | Construtor        | Tempo    | Diferença |
| ------------------------- | -- | --------------------- | ----------------- | -------- | --------- |
| 1                         | 5  | Michael Schumacher    | Ferrari           | 1:14.548 | —         |
| 2                         | 4  | Heinz-Harald Frentzen | Williams-Renault  | 1:14.749 | + 0.201   |
| 3                         | 11 | Ralf Schumacher       | Jordan-Peugeot    | 1:14.755 | + 0.207   |
| 4                         | 3  | Jacques Villeneuve    | Williams-Renault  | 1:14.800 | + 0.252   |
| 5                         | 6  | Eddie Irvine          | Ferrari           | 1:14.860 | + 0.312   |
| 6                         | 14 | Jarno Trulli          | Prost-Mugen/Honda | 1:14.957 | + 0.409   |
| 7                         | 8  | Alexander Wurz        | Benetton-Renault  | 1:14.986 | + 0.438   |
| 8                         | 7  | Jean Alesi            | Benetton-Renault  | 1:15.228 | + 0.680   |
| 9                         | 10 | David Coulthard       | McLaren-Mercedes  | 1:15.270 | + 0.722   |
| 10                        | 9  | Mika Häkkinen         | McLaren-Mercedes  | 1:15.339 | + 0.791   |
| 11                        | 12 | Giancarlo Fisichella  | Jordan-Peugeot    | 1:15.453 | + 0.905   |
| 12                        | 15 | Shinji Nakano         | Prost-Mugen/Honda | 1:15.857 | + 1.309   |
| 13                        | 22 | Rubens Barrichello    | Stewart-Ford      | 1:15.876 | + 1.328   |
| 14                        | 16 | Johnny Herbert        | Sauber-Petronas   | 1:16.018 | + 1.470   |
| 15                        | 23 | Jan Magnussen         | Stewart-Ford      | 1:16.149 | + 1.601   |
| 16                        | 2  | Pedro Paulo Diniz     | Arrows-Yamaha     | 1:16.536 | + 1.988   |
| 17                        | 1  | Damon Hill            | Arrows-Yamaha     | 1:16.729 | + 2.181   |
| 18                        | 18 | Jos Verstappen        | Tyrrell-Ford      | 1:16.941 | + 2.393   |
| 19                        | 19 | Mika Salo             | Tyrrell-Ford      | 1:17.256 | + 2.708   |
| 20                        | 17 | Norberto Fontana      | Sauber-Petronas   | 1:17.538 | + 2.990   |
| 21                        | 20 | Ukyo Katayama         | Minardi-Hart      | 1:17.563 | + 3.015   |
| 22                        | 21 | Tarso Marques         | Minardi-Hart      | 1:18.280 | + 3.732   |
| Limite dos 107%: 1:19.766 |    |                       |                   |          |           |
| Fontes:                   |    |                       |                   |          |           |

### Corrida
| Pos.    | Nº | Piloto                | Construtor        | Voltas | Tempo/Diferença | Grid | Pontos |
| ------- | -- | --------------------- | ----------------- | ------ | --------------- | ---- | ------ |
| 1       | 5  | Michael Schumacher    | Ferrari           | 72     | 1:38:50.492     | 1    | 10     |
| 2       | 4  | Heinz-Harald Frentzen | Williams-Renault  | 72     | + 23.537        | 2    | 6      |
| 3       | 6  | Eddie Irvine          | Ferrari           | 72     | + 1:14.801      | 5    | 4      |
| 4       | 3  | Jacques Villeneuve    | Williams-Renault  | 72     | + 1:21.784      | 4    | 3      |
| 5       | 7  | Jean Alesi            | Benetton-Renault  | 72     | + 1:22.735      | 8    | 2      |
| 6       | 11 | Ralf Schumacher       | Jordan-Peugeot    | 72     | + 1:29.871      | 3    | 1      |
| 7       | 10 | David Coulthard       | McLaren-Mercedes  | 71     | Colisão         | 9    |        |
| 8       | 16 | Johnny Herbert        | Sauber-Petronas   | 71     | + 1 volta       | 14   |        |
| 9       | 12 | Giancarlo Fisichella  | Jordan-Peugeot    | 71     | + 1 volta       | 11   |        |
| 10      | 14 | Jarno Trulli          | Prost-Mugen/Honda | 70     | + 2 voltas      | 6    |        |
| 11      | 20 | Ukyo Katayama         | Minardi-Hart      | 70     | + 2 voltas      | 21   |        |
| 12      | 1  | Damon Hill            | Arrows-Yamaha     | 69     | + 3 voltas      | 17   |        |
| Ret     | 19 | Mika Salo             | Tyrrell-Ford      | 61     | Pane elétrica   | 19   |        |
| Ret     | 8  | Alexander Wurz        | Benetton-Renault  | 60     | Spun off        | 7    |        |
| Ret     | 2  | Pedro Paulo Diniz     | Arrows-Yamaha     | 58     | Spun off        | 16   |        |
| Ret     | 17 | Norberto Fontana      | Sauber-Petronas   | 40     | Spun off        | 20   |        |
| Ret     | 22 | Rubens Barrichello    | Stewart-Ford      | 36     | Motor           | 13   |        |
| Ret     | 23 | Jan Magnussen         | Stewart-Ford      | 33     | Freios          | 15   |        |
| Ret     | 9  | Mika Häkkinen         | McLaren-Mercedes  | 18     | Motor           | 10   |        |
| Ret     | 18 | Jos Verstappen        | Tyrrell-Ford      | 15     | Spun off        | 18   |        |
| Ret     | 15 | Shinji Nakano         | Prost-Mugen/Honda | 7      | Spun off        | 12   |        |
| Ret     | 21 | Tarso Marques         | Minardi-Hart      | 5      | Motor           | 22   |        |
| Fontes: |    |                       |                   |        |                 |      |        |

## Tabela do campeonato após a corrida
| Pos. | Piloto                | Pontos |
| ---- | --------------------- | ------ |
| 1    | Michael Schumacher    | 47     |
| 2    | Jacques Villeneuve    | 33     |
| 3    | Heinz-Harald Frentzen | 19     |
| 4    | Eddie Irvine          | 18     |
| 5    | Olivier Panis         | 15     |

| Pos. | Construtor        | Pontos |
| ---- | ----------------- | ------ |
| 1    | Ferrari           | 65     |
| 2    | Williams-Renault  | 52     |
| 3    | Benetton-Renault  | 25     |
| 4    | McLaren-Mercedes  | 21     |
| 5    | Prost-Mugen/Honda | 16     |

- Nota: Somente as primeiras cinco posições estão listadas.